# 布布尼夫卡 (戈羅多克區)
49°20′44″N 26°16′35″E / 49.34556°N 26.27639°E
布布尼夫卡（烏克蘭語：Бубнівка）是位於烏克蘭西部的村莊，由赫梅利尼茨基州裡赫梅利尼茨基區的薩塔尼夫市鎮負責管轄。該村面積1.1平方公里，海拔高度286米，2022年人口400，人口密度每平方公里416.4人。